# Vice (película)
Vice es una película de acción y ciencia ficción estadounidense de 2015 dirigida por Brian A. Miller y escrita por Andre Fabrizio y Jeremy Passmore. La película está protagonizada por Thomas Jane, Bruce Willis y Ambyr Childers.
La trama sigue a Julian Michaels (Willis), quien ha abierto un resort con una ética cuestionable, donde la gente puede representar sus fantasías más feroces con los androides del resort. Cuando uno de los androides, Kelly (Childers), se vuelve consciente y escapa, une fuerzas con el detective de policía Roy Tedeschi (Jane) para derribar a Michaels y destruir su resort.
La película fue criticada y considerada la peor película de Bruce Willis hasta la fecha.

## Reparto
- Thomas Jane como Roy[2]
- Bruce Willis como Julian[3]
- Ambyr Childers como Kelly[2]
- Johnathon Schaech como Chris
- Bryan Greenberg como Evan
- Ryan O'Nan como Det. Matthews
- Charlotte Kirk como Melissa
- Brett Granstaff como James
- Colin Egglesfield como Reiner
- Don Harvey como Kazansky
- Jesse Pruett como oficial Pullman

## Producción
El rodaje comenzó el 3 de abril de 2014 en Mobile, Alabama. Un antiguo templo masónico, The Temple Downtown, se utilizó para tomas exteriores de la iglesia abandonada de Evan. Las tomas exteriores que representan la ciudad futurista son del centro de Miami y sus alrededores en el sur de Florida.

## Estreno
Vice fue lanzada en DVD y Blu-ray el 17 de marzo de 2015.